# Antonio Oliart Astete
Antonio Oliart Astete fue un político peruano. 
Fue elegido senador por el departamento del Cusco en 1963 en las elecciones generales de ese año en las que salió elegido por primera vez Fernando Belaúnde Terry.